# Douglas Dryburgh
Douglas Dryburgh (* 30. Juni 1966 in Kirkcaldy) ist ein schottischer Curler.
Sein internationales Debüt hatte Dryburgh bei der Juniorenweltmeisterschaft 1987 in Victoria, wo der die Goldmedaille gewann.
Dryburgh spielte als Skip der britischen Mannschaft bei den XVIII. Olympischen Winterspielen in Nagano im Curling. Die Mannschaft belegte den siebten Platz.

## Erfolge
- Juniorenweltmeister 1987
- 3. Platz Europameisterschaft 1997